# Athaliah
Athaliah (/ˌæθəˈlaɪ.ə/; tiếng Hebrew: עֲתַלְיָה, nghĩa là "Chúa Trời cao quý"; tiếng Hy Lạp: Γοθολία; tiếng Latinh: Athalia) là hoàng hậu Judah thông qua hôn nhân với Jehoram của Judah, hậu duệ của Vua David, và sau là nữ hoàng Judah.

## Cuộc sống
Athaliah thường được coi là con gái của Ahab với Hoàng hậu Jezebel của Israel. Athaliah kết hôn với Jehoram của Judah để đóng dấu một hiệp ước giữa hai vương quốc Israel và Judah. Jehoram trở thành vua của Judah vào năm thứ năm thuộc triều đại của Jehoram của Israel. (2 Kings 8:16) Jehoram của Israel là anh trai của Athaliah (hoặc có thể là cháu trai, vì có tranh cãi về việc cha của Athaliah là ai).
Jehoram của Judah trị vì trong tám năm. Cha ông Jehoshaphat và ông nội Asa đều là những vị vua sùng đạo, tôn thờ Chúa. Tuy nhiên, Jehoram lại không như thế, ông từ bỏ Chúa và kết hôn với Athaliah, con gái của  Ahab thuộc dòng nhà Omri. Triều đại của Jeroham đánh dấu sự đi xuống và suy yếu. Cuộc nổi dậy ở Edom khiến Jeroham phải thừa nhận nền độc lập của người dân nơi đây từ hoàng gia. Các cuộc tấn công từ người Philistines, Ả Rập và Ethiopia đã đốt phá các cung điện và đền đài, nhà ở của nhà vua Judah, rất nhiều các thành viên trong gia đình ông bị bắt, trừ con trai út Ahaziah của ông.
Sau cái chết của Jeroham, Ahaziah trở thành vua Judah và Athaliah trở thành thái hậu. Tuy nhiên, Ahaziah chỉ trị vì được một năm khi ông 22 tuổi, (2 Kings 8:26) vì không lâu sau đó trong một chuyến thăm đến Israel để gặp gỡ quốc vương Jehoram của Israel. Jehu đã tận dụng thời cơ này giết cả hai và trở thành tân vương của Israel. Jehu cho giết rất nhiều người thân của Athaliah tại Israel, kết thúc vương triều Omri.
Về phần mình, Athaliah chiếm ngai vàng Judah và ra lệnh hành quyết tất cả những người có khả năng kế vị ngai vàng Judah hợp pháp, bao gồm cả những người thân còn lại của bà của nhà Omri. Tuy nhiên, Jehosheba, chị gái của Ahaziah, đã cứu sống Jehoash, lúc đó chỉ mới là đứa bé một tuổi, cháu trai của Athaliah, khỏi cuộc thanh trừng của mẹ bà Athaliah. Jehoash được Jehosheba và chồng là tu sĩ Jehoiada giấu tại Đền Solomon và lớn lên một cách bí mật.
Với tư cách là một nữ hoàng cai trị với quyền lực riêng, Athaliah dùng quyền lực của mình để áp đặt tín ngưỡng thần Baal, vị thần sinh sản của người Canaan, lên dân chúng Judah. Sáu năm sau, Jehoiada tiết lộ việc Jehoash còn sống và đưa lên làm vua. Bà lúc đó đã ngạc nhiên và vội vã ngăn chặn các cuộc nổi loạn nhằm ủng hộ Jehoash lên ngôi, nhưng thất bại và bị bắt giam, xử tử. Athaliah cũng là người phụ nữ duy nhất được nhắc đến trong Kinh Thánh Hebrew với tư cách nữ hoàng.

## Athaliah trong văn hóa đại chúng
Năm 1691, nhà viết kịch nổi tiếng người Pháp Jean Racine viết một vở kịch về vị nữ hoàng trong kinh thánh này, tựa đề Athalie. Nhà soạn nhạc người đức Felix Mendelssohn là người viết nhạc (bản nhạc thứ 74 của ông) cho vở kịch của Racine, trình diễn lần đầu tại Berlin năm 1845.
Năm 1733, nhạc sĩ và nhà soạn nhạc Handel sáng tác một bản nhạc tôn giáo dựa trên cuộc đời của bà, được gọi là Athalia, trong đó bà được nhắc đến là "Nữ hoàng thờ thần Baal của Judah, con gái của Jezebel."